# Festival Paulista de Futebol Feminino Sub-14
O Festival Paulista Feminino Sub-14 é uma competição de futebol feminino organizada pela Federação Paulista de Futebol (FPF). O torneio surgiu com o propósito de fomentar o futebol feminino estadual, revelar novos talentos e incentivar a prática do esporte.
Desde a primeira edição, em 2017, a competição é realizada em formato misto, composta por fases de grupos e partidas eliminatórias. O regulamento, no entanto, sofreu alterações ao longo dos anos em decorrência da variação do número de datas e participantes.
A Ferroviária é o maior vencedor do campeonato com duas conquistas. Além deste, Corinthians, o Centro Olímpico e o Tiger Academia possui um título cada.

## História
O Festival Paulista Feminino Sub-14 foi realizado pela primeira vez em setembro de 2017 pela FPF. Na ocasião, a entidade criou o torneio para indicar uma equipe para Liga de Desenvolvimento da categoria que seria realizada pela Confederação Brasileira de Futebol em outubro do mesmo ano. A coordenadora de futebol feminino da FPF, Aline Pellegrino, destacou que o campeonato era: "uma ótima oportunidade para ver em ação meninas de catorze, treze, doze anos, e trabalhar no desenvolvimento de outras faixas da base para o campeonato paulista feminino".
Na primeira edição, o título ficou com o Tiger Academia que conquistou o torneio nas penalidades. Na edição seguinte, foi conquistada pelo Centro Olímpico que superou a Ferroviária na decisão. Em 2019, a equipe afeana ficou com o troféu depois de vencer a final contra o Meninas em Campo. As temporadas de 2020 e 2021, acabaram sendo cancelado devido a pandemia de covid-19, retornando no ano posterior com o bicampeonato da equipe de Araraquara.

## Campeões

### Títulos por clube
| Pos | Clube             | Títulos | Vices | 3.º lugar | 4.º lugar |
| --- | ----------------- | ------- | ----- | --------- | --------- |
| 1.º | Ferroviária       | 2       | 2     | —         | —         |
| 2.º | Centro Olímpico   | 1       | 1     | 1         | —         |
| 3.º | Corinthians       | 1       | 1     | —         | —         |
| 4.º | Tiger Academia    | 1       | —     | 1         | —         |
| 5.º | Meninas em Campo  | —       | 1     | —         | 1         |
| 6.º | São Paulo         | —       | —     | 2         | —         |
| 7.º | Bonfim Recreativo | —       | —     | 1         | —         |
| 8.º | São José-SP       | —       | —     | —         | 2         |
| 9.º | AAEC Guarulhos    | —       | —     | —         | 1         |
| 9.º | WSA               | —       | —     | —         | 1         |

### Títulos por cidade
| Pos | Cidade              | Títulos | Vices | 3.º lugar | 4.º lugar |
| --- | ------------------- | ------- | ----- | --------- | --------- |
| 1.º | São Paulo           | 3       | 3     | 4         | 1         |
| 2.º | Araraquara          | 2       | 2     | —         | —         |
| 3.º | Campinas            | —       | —     | 1         | —         |
| 4.º | São José dos Campos | —       | —     | —         | 2         |
| 5.º | Guarulhos           | —       | —     | —         | 1         |
| 5.º | Ribeirão Preto      | —       | —     | —         | 1         |